# Gronbachmühle
Gronbachmühle ist eine ehemalige Wassermühle und ein Wohnplatz der Gemeinde Sulzbach an der Murr im baden-württembergischen Rems-Murr-Kreis. Der Ort liegt im Naturpark Schwäbisch-Fränkischer Wald.

## Lage
Der Wohnplatz befindet sich am östlichen Ortsausgang von Sulzbach, an der Einmündung des Gronbachs in die Murr.

## Geschichte
Die Ursprünge der Gronbachmühle liegen wohl im späten Mittelalter. Erstmals erwähnt wurde die Mühle im Jahre 1544. Zu Beginn des 19. Jahrhunderts war die Mühle baufällig geworden und wurde 1837 vollkommen neu erbaut. Besitzer der Mühle war in dieser Zeit der Sägemüller Friedrich Harzer. Aus diesem Grund wurde die Anlage auch die Harzersche Sägmühle genannt. Um die Jahrhundertwende diente die Anlage auch als Getreidemühle. Durch die Verlegung der Murr wurde in den 1930er Jahren die Wasserkraft aufgegeben. 1965 wurde das ganze Mühlengebäude abgerissen. Später entstand an der Stelle der Mühle ein Altersheim.